# Артикаїн
Артикаїн — місцевий анестетик групи амідів. Це найпоширеніший місцевий анестетик у ряді європейських країн і доступний у багатьох країнах. Це єдиний місцевий анестетик, що містить тіофенове кільце, тобто його можна описати як «тіофенний»; це забезпечує розчинність ліпідів.

## Історія
Вперше цей препарат був синтезований Rusching у 1969 р та виведений на ринок Німеччини компанією Hoechst AG(нім.), що займається науками про життя, під торговою маркою Ультракаїн (лат. Ultracain). Цей препарат спочатку називався «карикаїном» до 1984 року.
У 1983 році він був виведений на ринок Північної Америки, до Канади, під назвою Ультракаїн для стоматологічного використання, вироблений у Німеччині та розповсюджений Hoechst-Marion-Roussel. Станом на  2021 ця марка вироблялась в Німеччині компанією Sanofi-Aventis, а в Північній Америці поширюється компанією Hansamed Limited (з 1999 р). Після того, як закінчився період патентного захисту Ультракаїну, нові версії дженериків появились на канадському ринку: (в порядку появи) Septanest (Septodont), Astracaine (спочатку AstraZeneca і тепер Dentsply prod.), Zorcaine (Carestream Health/Kodak) і Orabloc (Pierrel).
Він був затверджений FDA у квітні 2000 і став доступним у Сполучених Штатах Америки через два місяці під торговою маркою Septocaine, анестетик/вазоконстриктор (поєднання) з адреналіном 1:100 000 (торгова назва Septodont). Зоркаїн також став доступним там через кілька років. Articadent (Dentsply) з'явився у США в жовтні 2010 року. Всі три торгові марки, які зараз доступні в США, виробляються Novocol Pharmaceuticals Inc. (Канада). Убістезин та Убістезин Форте (3M ESPE) також широко використовуються в США та Європі. Orabloc (Pierrel) виготовляється асептично і був затверджений FDA в 2010 році, став доступним у Канаді у 2011 році, а в Європі з 2013 року.
Станом на  2021 варіант без епінефрину (без адреналіну) доступний у Європі під торговою маркою Ultracain D. Версія з епінефрином (адреналіном) доступна в Європі під торговими марками Ультракаїн DS та Ультракаїн DSF, Supracain 4 % з концентрацією адреналіну 1:200 000.
Станом на  2021 Артикаїн доступний для стоматологічного ринку Північної Америки:
- В Канаді:
  - Як артикаїну гідрохлорид 4 % з адреналіном 1: 100 000 (0,01 мг / мл)
    - Убістезин Форте
    - Ультракаїн DSF
    - Септанест СП
    - Астракаїн Форте
    - Зоркаїн
    - Ораблок (артикаїну гідрохлорид 4 % та адреналін 1: 100 000)

  - Як артикаїну гідрохлорид 4 % з адреналіном 1: 200 000 (0,005 мг / мл)
    - Убістезин
    - Ультракаїн DS
    - Септанест Н
    - Астракаїн
    - Ораблок (артикаїну гідрохлорид 4 % та адреналін 1: 200 000)
- В США:
  - Як артикаїну гідрохлорид 4 % з адреналіном 1: 100 000
    - Септокаїн з адреналіном 1: 100 000
    - Зоркаїн
    - Articadent з адреналіном 1: 100 000
    - Ораблок (артикаїну гідрохлорид 4 % та адреналін 1: 100 000)

  - Як артикаїну гідрохлорид 4 % з адреналіном 1: 200000
    - Септокаїн з адреналіном 1: 200 000
    - Articadent з адреналіном 1: 200 000
    - Ораблок (артикаїну гідрохлорид 4 % та адреналін 1: 200 000)

## Будова та метаболізм
Амідна структура артикаїну подібна до структури інших місцевих анестетиків, але його молекулярна структура відрізняється наявністю тіофенового кільця замість бензольного кільця. Артикаїн є винятковим, оскільки він містить додаткову ефірну групу, яка метаболізується естеразами в крові і тканині. Елімінація артикаїну експоненціальна з періодом напіввиведення 20 хвилин. Оскільки артикаїн дуже швидко гідролізується в крові, видається, що ризик системної інтоксикації нижчий, ніж при застосуванні інших анестетиків, особливо при повторному введенні.

## Клінічне застосування
Артикаїн використовується для контролю болю. Як і інші місцеві анестезувальні препарати, артикаїн викликає повністю оборотний стан анестезії (втрата відчуття) під час (стоматологічних) процедур.
У стоматології артикаїн застосовується в основному для інфільтраційних ін'єкцій. Артикаїн, хоча і не доведено, асоціювався з більш високим ризиком пошкодження нервів, коли використовується при блокаді. Однак артикаїн здатний проникати через щільну коркову кістку — як виявляється в нижній щелепі (mandible) — краще, ніж більшість інших місцевих анестетиків.
У людей з гіпокаліємічною сенсорною надмірною стимуляцією лідокаїн не дуже ефективний, але артикаїн працює добре.
Дослідження, що порівнювали лідокаїн та артикаїн, показали, що артикаїн є більш ефективним, ніж лідокаїн, при знеболюванні задньої першої молярної області. Встановлено, що артикаїн в 3,81 рази частіше, ніж лідокаїн, виробляє успішну анестезію при застосуванні для інфільтраційних ін'єкцій. Однак немає жодних доказів, що підтверджують перевагу артикаїну над лідокаїном для блокад нижніх альвеолярних нервів. Крім того, було продемонстровано, що артикаїн перевершує лідокаїн у застосуванні додаткової інфільтрації після постійного болю, незважаючи на успішну блокаду нижнього зубного нерва з лідокаїном.

## Протипоказання
Дуже важливо звернутись за консультацією до лікаря, так як дженерики мають специфічні структурні елементи, які не входять у загальну схему протипоказань чи показань.
- Алергія на анестетики амідного типу
- Алергія на метабісульфіти[14]
- Ідіопатична або вроджена метгемоглобінемія[15] (не викликає занепокоєння в стоматологічній практиці через малі обсяги використовуваного артикаїну)[16]
- Гемоглобінопатія, така як серпоподібноклітинна хвороба

Артикаїн не протипоказаний пацієнтам із алергією на сульфат, оскільки не існує перехресної алергенності між сірковмісним тіофеновим кільцем та сульфаніламідами.
Метилпарабен відсутній у будь-якій зубній місцевій анестетичній формулі, доступній у Північній Америці.

## Суперечка про парестезії
Парестезія, є загальновідомим ускладненням ін'єкційних місцевих анестетиків і була присутня ще до того, як був доступний артикаїн.
Стаття Хааса та Леннона, опублікована в 1993 р здається, є першоджерелом суперечок, що стосуються артикаїну. У цій роботі проаналізовано 143 випадки, про які повідомлялося в Королівському коледжі стоматологічних хірургів Онтаріо (RCDSO) за 21 рік. Результати їх аналізу вказували на те, що 4 % місцевих анестетиків частіше викликали парестезію, небажане тимчасове або постійне ускладнення після ін'єкції. Автори дійшли висновку, що «… загальна частота парестезії після місцевого введення анестетиків для проведення нехірургічних процедур у стоматології в Онтаріо є дуже низькою, повідомляється лише про 14 випадків із приблизно 11 000 000 ін'єкцій у 1993 році. Однак, якщо має місце парестезії, результати цього дослідження узгоджуються з припущенням, що значно більше шансів зробити це, якщо використовують артикаїн або прилокаїн».
В іншій роботі тих самих авторів було розглянуто 19 повідомлень про випадки парестезії в Онтаріо за 1994 р, дійшовши висновку, що частота парестезії становила 2,05 на мільйон ін'єкцій 4 % анестетиків. Ще одне подальше дослідження Міллера та Хааса, опубліковане у 2000 р прийшло до висновку, що частота парестезії як прилокаїну, так і артикаїну (єдиних двох 4 % препаратів на ринку стоматології) була близько 1: 500 000 ін'єкцій. (Середній стоматолог робить близько 1800 ін'єкцій на рік)
Майже всі зафіксовані випадки довготривалого оніміння або зміненого відчуття (парестезії), схоже, присутні лише тоді, коли цей анестетик використовується для стоматологічного використання (відсутні публікації PubMed щодо парестезії з артикаїном для інших медичних спеціальностей). Крім того, у переважній більшості звітів постраждав лише мовний нерв.
Тим не менше, пряме пошкодження нерва, спричинене 4 % препаратами, ніколи не було науково доведено.
Деякі дослідження вказують на травмування голки як причину парестезійних подій.

## Вплив на грудне вигодовування
Враховуючи низьку екскрецію артикаїну в грудне молоко, разова доза артикаїну, введена під час годування груддю, навряд чи матиме негативний вплив на немовля, яке знаходиться на грудному вигодовуванні.Наведене джерело дозволяє ПРИПУСКАЄ, - а це не факт[джерело?]

## Синоніми
Картикаїн, Ультракаїн D ("зелений")

### Комбіновані
Articadent, Artemtherin, ARTHEEK SP®, ESPESTESIN, FULLCAIN, MAXİCAİNE, Orabloc, Posicaine (200, N, SP), Septanest (CON, N, SP), Septocaine, Ultacan (Forte), Supracain, Убістезин (Forte), Ультракаїн (DSF, D-S, Forte, D-S Forte, DS Forte), ULTRAVER D-S, Zorcaine